# La luce di Orione
La luce di Orione è un romanzo del 2007, penultimo del ciclo letterario di Valerio Evangelisti dedicato al personaggio dell′Inquisitore Nicolas Eymerich.

## Trama
Nel 1366, Nicolas Eymerich, rimosso dai suoi incarichi di Inquisitore a causa degli intrighi del re d′Aragona Pietro il Cerimonioso, si aggrega a una crociata lanciata dal Conte Verde Amedeo di Savoia per liberare Costantinopoli dall′assedio islamico, con l′intento di svelare un mistero legato ai Giganti biblici e ai sovrani dell′Impero Romano d′Oriente. La crociata porta Eymerich a confrontarsi con trame politiche ed esoteriche alla corte di Bisanzio, che sembrano incentrarsi sulla costellazione di Orione, sul personaggio biblico di Nimrod, il re cacciatore, e sull′Arcangelo Raffaele.
In un lontano futuro, intanto, continua una centenaria guerra in Iraq che mette in campo giganti e altri mostri.
A queste due trame si alterna la vicenda del professor Frullifer, già apparso in Nicolas Eymerich, Inquisitore e Picatrix. La scala per l′Inferno, che viene fatto uscire dal manicomio nel quale è ricoverato da alti ufficiali dell′esercito statunitense, perché porti a compimento il suo esperimento per far diventare la stella Betelgeuse una supernova.

## Personaggi storici coinvolti
- Francesco Petrarca
- Amedeo VI di Savoia
- Elena Cantacuzena
- Irene Paleologa
- Maria Paleologa
- Filoteo Kokkinos
- Francesco I da Carrara
- Altichiero